# Gornozavodsky (huyện)
Huyện Gornozavodsky (tiếng Nga: ? райо́н) là một huyện hành chính tự quản (raion), của Vùng Perm, Nga. Huyện có diện tích 6948 km², dân số thời điểm ngày 1 tháng 1 năm 2000 là 35900 người. Trung tâm của huyện đóng ở Gornozavodsk.